# Enrique C. Livas
Enrique Carlos Livas Villarreal (Monterrey, Nuevo León, 28 de noviembre de 1908 - ibídem, 16 de febrero de 1984) fue un médico mexicano, especializado en Cardiología, y rector de la Universidad de Nuevo León.

## Biografía
Nació en Monterrey, Nuevo León, el 28 de noviembre de 1908, siendo hijo del destacado profesor Pablo Livas y de la maestra Francisca Villarreal; siendo a su vez hermano del gobernador de Nuevo León, lic. Eduardo Livas Villarreal. Concluyó su carrera en la Facultad de Medicina de la Universidad Nacional de México en 1932; y fue posgraduado interno del Instituto Nacional de Cardiología. Fua catedrático de la Facultad de Medicina de Monterrey desde 1934.
Fue nombrado presidente del Consejo de Cultura Superior desde 1936 hasta 1943, y en la segunda fundación de la Universidad de Nuevo León en 1943, fue designado rector de la misma, fungiendo en el cargo hasta 1948. Durante su gestión se crearon la Facultad de Odontología, la Escuela Nocturna de Bachilleres, el Instituto de Investigaciones Científicas, etc. Se fundó la revista Armas y Letras.
Fue miembro de numerosas sociedades científicas, y fundador de la Sociedad Regiomontana de Cardiología. Consagrado en esta especialidad, promovió la construcción del Centro de Cardiología, en espléndido edificio. Fue colaborador en la Revista Mexicana de Sociología, en Archivos Médicos Mexicanos, y otros. Fue autor de:
- Raquianestesia con un derivado quinoleico (tesis, 1932)
- La Universidad, su misión, su marcha (1944)

El Dr. Livas Villarreal falleció en Monterrey, el 16 de febrero de 1984. 